# مهدی هفت‌چشمه
مهدی هفت‌چشمه (زادهٔ ۷ فروردین ۱۳۸۵) ورزشکار پرتاب چکش اهل ایران و رکورد دار نوجوانان فعلی این ماده است. در حال حاضر رکورد پرتاب چکش نوجوانان ایران با حد نصاب ۷۴٫۳۰ در اختیار هفت‌چشمه است که در تاریخ ۱۱ مهر ۱۴۰۲ در ورزشگاه آفتاب انقلاب به ثبت رسیده است.
او در سال ۱۴۰۴ به دلیل سرقت موبایل یک ورزشکار خارجی در اردوی کره جنوبی دستگیر شد.

## زندگی
مهدی هفت‌چشمه در ۷ فروردین ۱۳۸۵ در ارومیه زاده شد. او در ابتدا ورزش را با والیبال شروع کرد. بعدها با راهنمایی‌های پدر خود یعنی حمید هفت‌چشمه که خود یکی از دو و میدانی کاران قدیمی بود به سمت ورزش اول المپیک یعنی دو و میدانی و ماده پرتاب چکش علاقه‌مند شد. هفت‌چشمه از سنین پایین در دو و میدانی فعال بوده است و حالا رکورد دار نوجوانان و جوانان ماده پرتاب چکش در ایران است.

## قهرمانی جوانان آسیا
مهدی هفته چشمه در سال ۲۰۲۴ و در مسابقات جوانان آسیا که در کشور امارات برگزار شد توانست با حد نصاب ۶۶٫۶۴ جایگاه دوم را کسب کند و به مدال ارزشمند نقره دست پیدا کند. هفت‌چشمه پیش ازین در سال ۲۰۲۳ نیز در مسابقات قهرمانی جوانان آسیا که به میزبانی کره جنوبی برگزار شد توانسته بود با حد نصاب ۶۳٫۹۶ بعد از ورزشکار کویتی با حدنصاب ۶۴٫۷۸ در جایگاه دوم بایستد.

## بازداشت
هفت‌چشمه به اتهام سرقت تلفن همراه یک ورزشکار خارجی در جریان مسابقات قهرمانی دوومیدانی آسیا ۲۰۲۵ در شهر گومی، کره جنوبی بازداشت شد و چند ساعت پس از پرداخت جریمه مالی آزاد شد. او با محرومیت دوساله از سوی اتحادیه دوومیدانی آسیا مواجه شده است. همچنین چهار ورزشکار ایرانی دیگر نیز در همان زمان به اتهام تجاوز به زن ۲۰ ساله کره‌ای بازداشت شده‌اند.

## رقابت‌های بین‌المللی
جدول زیر نشان دهنده موفقیت‌های کسب شده هفت‌چشمه به همراه مدال‌ها و سال رویداد در مسابقات بین‌المللی است.
| سال  | مسابقه                                            | محل برگزاری | مقام | توضیحات |
| ---- | ------------------------------------------------- | ----------- | ---- | ------- |
| ۲۰۲۲ | مسابقات قهرمانی دو و میدانی نوجوانان آسیا ۲۰۲۲    | کویت        | اول  | ۶۸٫۳۰   |
| ۲۰۲۳ | مسابقات قهرمانی دو و میدانی نوجوانان آسیا ۲۰۲۳    | ازبکستان    | اول  | ۶۸٫۸۴   |
| ۲۰۲۳ | مسابقات قهرمانی دو و میدانی جوانان آسیا ۲۰۲۳      | کره جنوبی   | دوم  | ۶۳٫۹۶   |
| ۲۰۲۴ | مسابقات قهرمانی دو و میدانی جوانان آسیا کویت ۲۰۲۴ | امارات      | دوم  | ۶۶٫۶۴   |

### رقابت‌های باشگاهی
هفت‌چشمه در سال‌های فعالیت خود در ورزش دو و میدانی در باشگاه‌های هتل پیام زنجان، مهر عظام و کارا ماشین به فعالیت پرداخته است.